# Campeonato Nacional da Divisão de Honra (São Tomé und Príncipe)
Der Campeonato Nacional da Divisão de Honra, kurz Divisão de Honra, ist die 2013 gegründete, dritthöchste Fußballliga auf der Insel São Tomé, die Teil des nationalen Ligasystems von São Tomé und Príncipe ist. Sie wird von der Federação Santomense de Futebol (FSF) organisiert und stellt die letzte Spielklasse dar.

## Geschichte
Die Divisão de Honra wurde im Jahr 2009 gegründet, um den wachsenden Bedarf an einer strukturierten und leistungsorientierten zweiten Spielklasse zu decken. Sie ist wie auch die Segunda Divisão ausschließlich für Vereine der Insel São Tomé vorgesehen; für die Insel Príncipe existiert ein separates Ligasystem, das aber nur eine Liga hat.

## Modus
In der Divisão de Honra treten derzeit zehn Mannschaften an, die im Ligamodus mit Hin- und Rückspielen gegeneinander spielen. Die zwei besten Mannschaften steigen in die Segunda Divisão auf.

## Teilnehmende Mannschaften (Saison 2025)
Folgende Mannschaften spielen in der Saison 2025 in der Divisão de Honra:
- UD Amadora
- Desportivo Otótó
- Diogo Vaz
- Santana FC
- Benfica Porto Alegre
- UD Santa Margarida
- Sporting São Tomé
- Boavista FC
- Andorinha SC
- Varzim SC

## Bisherige Meister und Aufsteiger
| Saison  | Meister                               | Mitaufsteiger                         |
| ------- | ------------------------------------- | ------------------------------------- |
| 2013    | Porto Folha Fede                      | Marítimo Micoló                       |
| 2014    | AD Kê Morabeza / Benfica Porto Alegre | Benfica Porto Alegre / AD Kê Morabeza |
| 2015    | Desportivo Palmar Lusitano            | Boavista FC, SC São Tomé, UDESCAI     |
| 2016    | 6 de Setembro                         | UD Ribeira Peixe                      |
| 2017    | Desportivo Otótó                      | GD Cruz Vermelha                      |
| 2018    | Benfica Porto Alegre                  | CD Conde                              |
| 2019    | Oque d'El Rei                         | GD Cruz Vermelha                      |
| 2020    | keine Austragung                      | keine Austragung                      |
| 2021/22 | Juba de Diogo Simão                   | UD Santa Margarida                    |
| 2023    | AD Kê Morabeza                        | UD Ribeira Peixe                      |
| 2024    | Marítimo Micoló                       | CD Conde                              |
| 2025    |                                       |                                       |